# 拉夫里基 (波爾塔瓦區)
49°36′46″N 34°22′14″E / 49.61278°N 34.37056°E
拉夫里基（烏克蘭語：Лаврики），是烏克蘭的村落，位於該國中部波爾塔瓦州，由波爾塔瓦區負責管轄，距離帕達爾基2.5公里，海拔高度97米，2001年人口94。